# دنیای تاریک
دنیای تاریک، فیلمی به کارگردانی و نویسندگی داوود ظفراوغلو محصول سال ۱۳۴۸ است.

## داستان
دختر نابینا که زندگی غم‌انگیز و بدون جاذبه‌ای دارد...

## بازیگران
- جهانگیر غفاری
- ویکتوریا
- سمیرا احمد
- محمد عوض